# Weltwirtschaft

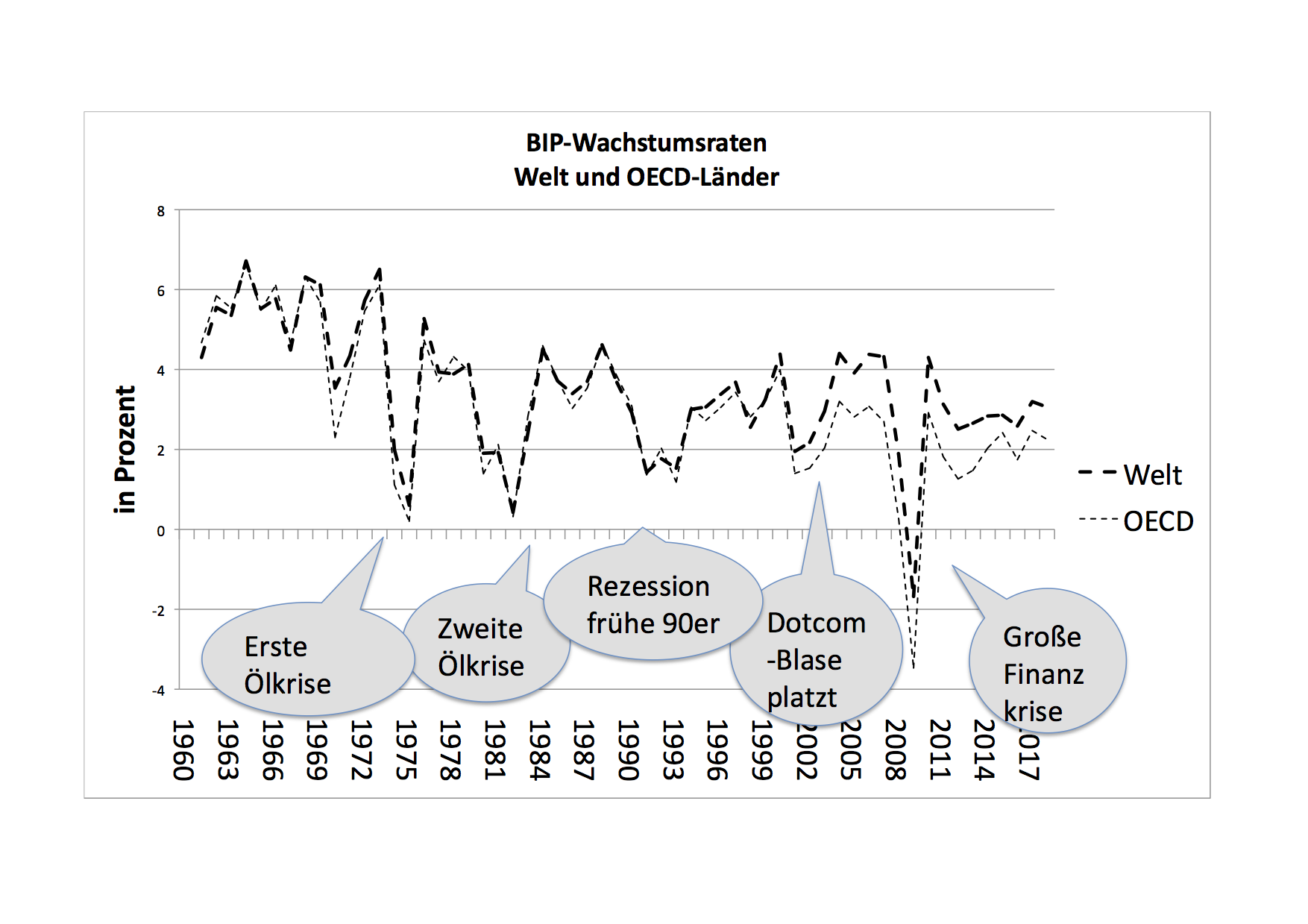
Reales Wachstum der Welt und der OECD-Staaten nach Weltbank-Daten und OECD-Daten.

Unter Weltwirtschaft oder Welthandel wird die Gesamtheit der Wirtschaftsbeziehungen der Welt verstanden, die alle staatlichen Volkswirtschaften umfasst. Das ihr zugerechnete nominale Weltsozialprodukt betrug im Jahr 2017 rund 80 Billionen US-Dollar. Sie stellt eine weltweite Integration verschiedener Teilmärkte (Rohstoff- und Gütermarkt, Finanzmarkt, Arbeitsmarkt und Informationsmarkt) dar. Die Weltwirtschaft hat sich im 19. Jahrhundert bedingt durch die Industrialisierung gebildet und war stark abhängig von der Entwicklung der internationalen Arbeitsteilung, des Verkehrs und der Kommunikation.
Über das 19. und 20. Jahrhundert haben sich die Bestandteile der Weltwirtschaft qualitativ und quantitativ verändert. Der Begriff „bipolare Weltwirtschaft“ hebt dabei – angewandt auf das 19. Jahrhundert – die Bedeutung von Europa und Nordamerika und für das 20. Jahrhundert die der Pole der westlichen Industrienationen einerseits und des RGW andererseits hervor. „Tripolare Weltwirtschaft“ bezieht einen dritten Pol Ostasien ein, bzw. seit den 1990er Jahren die Kernzonen Nordamerika – Europa – Ostasien (Triade).
Vertragliche Rahmenbedingungen der Weltwirtschaft sind unter anderem WTO-Verträge, Zoll- und Währungsabkommen, GATT und OWZE.
Der Welthandel wird von den Industrienationen dominiert, insbesondere durch die Europäische Union mit einem Anteil von mehr als einem Drittel. Der gesamte afrikanische Kontinent (ohne Nahost) erreicht hingegen einen Anteil von gerade 2 bis 3 Prozent. Eine zunehmende Rolle im weltwirtschaftlichen Austausch nehmen die Schwellenmärkte ein – allen voran die Volksrepublik China, aber auch die sogenannten Tigerstaaten.
Die heutige Situation der Weltwirtschaft wird allgemein als globalisierte Wirtschaft bezeichnet.

## Realgeschichte

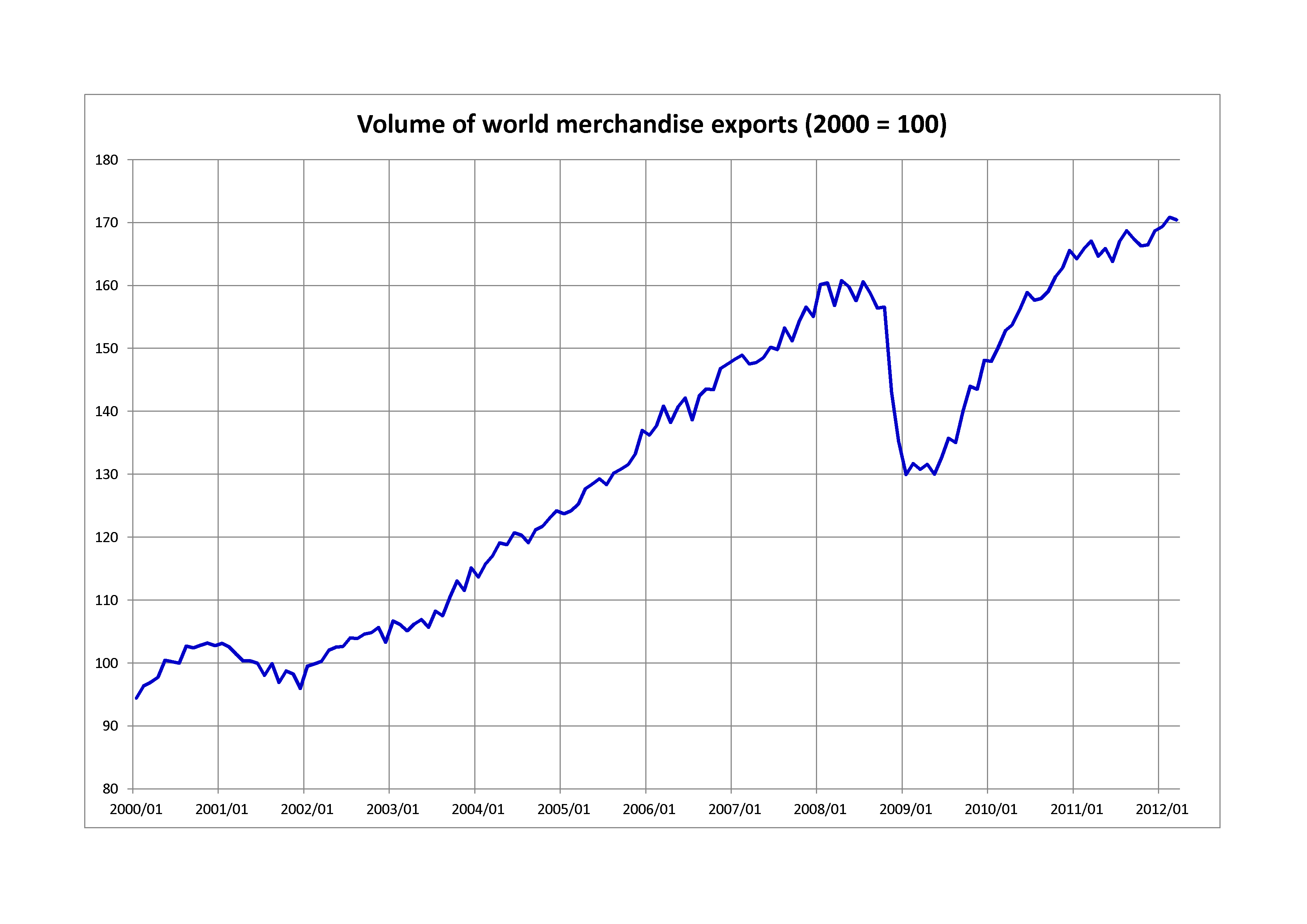
Reale Entwicklung der weltweiten Waren-Exporte 2000–2012

Die Entwicklung einer wirtschaftlichen Verflechtung, die die Menschen weit voneinander entfernter Gebiete vernetzt, setzte bereits im Altertum ein: Die damaligen Wirtschaftsräume waren bereits durch vielfältige Handelsrouten wie die Seidenstraße miteinander verbunden, und im Zeitalter der Kreuzzüge verstärkte sich dieser Austausch erheblich, insbesondere zwischen dem arabischen und dem europäischen Raum. Auch das Mongolische Reich war am ost-westlichen Austausch beteiligt, doch erst im Laufe der europäischen Expansion trugen die Wirtschaftsbeziehungen weit entfernter Räume entscheidend zur Kapitalakkumulation eines Raumes bei. Zunächst schafften die Konquistadoren recht einseitig Reichtümer aus den neu entdeckten und eroberten Gebieten nach Europa. Im Zuge der Industriellen Revolution kam es dann zu einem Warenaustausch dieser weit voneinander entfernten Wirtschaftsräume, der den Produktionsaufwand für beide Seiten herabsetzte. Aufgrund dieser praktischen Erfahrung wurde der Merkantilismus als ökonomische Theorie aufgegeben und mehr und mehr durch die Freihandelstheorie ersetzt. In dieser Phase entstand eine Weltwirtschaft im modernen Sinne.
Zwischen 1800 und 1913 nahm der Welthandel auf das 25-fache zu und wuchs damit weitaus stärker als die Weltproduktion. Gründe dafür waren
- sinkende Frachtraten,
- Zollreduktionen. Bei diesen war Großbritannien (im 19. Jahrhundert die mit Abstand führende Seemacht der Welt) beispielgebend vorausgegangen. Freilich reduzierten nicht alle Staaten freiwillig die Zölle. Indien tat es, weil es Teil des British Empire war. China und das Osmanische Reich wurden im Zuge von Kreditverhandlungen dazu verpflichtet.[4] Der Trend zur Handelsausweitung wurde auch dadurch nicht gebrochen, dass ab 1870 eine Reihe europäischer Staaten zur Schutzzollpolitik überging.
- Fortschritte in der Schiffstechnik, z. B. das Aufkommen von Dampfschiffen, größere Schiffe, Schiffe aus Stahl (siehe auch Liste von Schiffstypen)

Nach der durch den Ersten Weltkrieg verursachten Spaltung des Weltmarktes zwischen den verfeindeten Kriegsparteien erlangte die Weltwirtschaft den 1913/14 erreichten Integrationsgrad nicht wieder und im Zuge der Weltwirtschaftskrise ab 1929 brach der Welthandel sogar auf unter 50 Prozent seines früheren Niveaus ein. In den USA dominierte die Great Depression die 1930er Jahre. Großbritannien, Frankreich und Japan bauten mit ihren Kolonien Großwirtschaftsräume auf; Deutschland versuchte ab 1933 osteuropäische Staaten durch bilaterale Verträge an sich zu binden.
Nach 1945 wurde eine stark kooperierende west- und mitteleuropäische Wirtschaft aufgebaut, die über das Bretton-Woods-System in einem Verbund von 40 Staaten durch feste Wechselkurse verbunden war. Welchen Anteil der Marshallplan an diesem Aufbau hatte, war und ist umstritten. Die wirtschaftliche Spaltung verlief jetzt zwischen West- und Ostblock. In den 70er Jahren geriet dieses System durch zwei Entwicklungen in die Krise: zum einen durch stärkere Automatisierung und die parallele Verlagerung von Arbeitsplätzen des ersten und zweiten Sektors in Länder mit billigeren Arbeitskräften, zum andern durch die gestiegene Macht der OPEC-Länder und die dadurch erzwungene Ölpreiserhöhung (Ölkrise). Der daraus resultierende Anstieg von Warenbewegungen sowie der Ölpreisanstieg führte zu einer Vervierfachung des Welthandels und die daraus sich ergebenden Investitionen zu einer Versechsfachung der Auslandsinvestitionen.
Mit dem Zusammenbruch des Ostblocks und der sich daraus ergebenden enormen Ausweitung des marktgesteuerten Wirtschaftsraumes setzte sich Deregulierung, wie sie im Washington Consensus von 1990 vereinbart wurde, weltweit durch. Schon 2005 überschritt der Welthandel die Grenze von einer Billion Dollar, doch seine enorme Steigerung wurde bei weitem übertroffen von den Finanztransaktionen, denen kein Warenaustausch zugrunde lag. Trotz unterschiedlicher Berechnungen besteht Einigkeit darüber, dass der Warenaustausch zu Beginn der Finanzkrise 2007 weniger als 10 % der Finanztransaktionen ausmachte.

Weltweites BIP pro Kopf 1500 bis 2003

| Jahr | Bruttoinlandsprodukt in USD in Mio. | Bruttoinlandsprodukt in USD (KKP) in Mio. | Bruttoinlandsprodukt in USD pro Kopf | Bruttoinlandsprodukt in USD pro Kopf (KKP) |
| ---- | ----------------------------------- | ----------------------------------------- | ------------------------------------ | ------------------------------------------ |
| 1960 | 1.353.783                           | ...                                       | 446                                  | ...                                        |
| 1970 | 2.939.712                           | ...                                       | 798                                  | ...                                        |
| 1980 | 11.097.924                          | ...                                       | 2.500                                | ...                                        |
| 1990 | 22.542.367                          | 28.815.259                                | 4.263                                | 5.449                                      |
| 2000 | 33.571.705                          | 48.530.987                                | 5.484                                | 7.928                                      |
| 2010 | 65.956.673                          | 88.996.151                                | 9.513                                | 12.837                                     |
| 2017 | 80.683.787                          | 127.723.794                               | 10.714                               | 16.234                                     |

## Zahlen und Fakten
Daten zur Weltwirtschaft laut dem CIA World Fact Book.
| Produktionseinheit                           | Anzahl       | Zähleinheit    | Zeitpunkt  |
| Kennzahlen                                   | Kennzahlen   | Kennzahlen     | Kennzahlen |
| -------------------------------------------- | ------------ | -------------- | ---------- |
| Bruttoinlandsprodukt                         | 79.580 Mrd.  | US-Dollar      | 2017       |
| Bruttoinlandsprodukt (KKP)                   | 127.000 Mrd. | Int. US-Dollar | 2017       |
| Bruttoinlandsprodukt pro Kopf                | 10.900       | US-Dollar      | 2017       |
| Bruttoinlandsprodukt (KKP) pro Kopf          | 17.300       | Int. US-Dollar | 2017       |
| Reales BIP-Wachstum                          | 3,5 %        | Prozent        | 2017       |
| Anteil Landwirtschaftssektor                 | 6,4 %        | Prozent        | 2017       |
| Anteil Industriesektor                       | 30,3 %       | Prozent        | 2017       |
| Anteil Dienstleistungssektor                 | 63,3 %       | Prozent        | 2017       |
| Inflationsrate                               | 4,6 %        | Prozent        | 2016       |
| Einkommensanteil unterste 10 %               | 2,6 %        | Prozent        | 2008       |
| Einkommensanteil oberste 10 %                | 30,2 %       | Prozent        | 2008       |
| Gini-Koeffizient (Familieneinkommen)         | 37,9         | Punkte         | 2012       |
| Arbeitsmarkt                                 |              |                |            |
| Arbeitskräfte                                | 3,45 Mrd.    | Personen       | 2017       |
| Anteil im Landwirtschaftssektor              | 31,5 %       | Prozent        | 2013       |
| Anteil im Industriesektor                    | 23,5 %       | Prozent        | 2013       |
| Anteil im Dienstleistungssektor              | 45,0 %       | Prozent        | 2013       |
| Arbeitslosenquote                            | 7,9 %        | Prozent        | 2017       |
| Außenhandel                                  |              |                |            |
| Exporte                                      | 17.310 Mrd.  | US-Dollar      | 2017       |
| Importe                                      | 16.880 Mrd.  | US-Dollar      | 2017       |
| Handel                                       | 34.190 Mrd.  | US-Dollar      | 2017       |
| Finanzen                                     |              |                |            |
| Staatseinnahmen                              | 20.350 Mrd.  | US-Dollar      | 2017       |
| Staatsausgaben                               | 22.740 Mrd.  | US-Dollar      | 2017       |
| Haushaltssaldo als Anteil des BIP            | −3,0 %       | Prozent        | 2017       |
| Staatsverschuldung als Anteil des BIP        | 59,9 %       | Prozent        | 2017       |
| Auslandsverschuldung                         | 76.610 Mrd.  | US-Dollar      | 2017       |
| Geldmenge M1                                 | 34.610 Mrd.  | US-Dollar      | 2017       |
| Geldmenge M2                                 | 86.720 Mrd.  | US-Dollar      | 2017       |
| Kredite                                      | 112.200 Mrd. | US-Dollar      | 2017       |
| Marktkapitalisierung                         | 66.790 Mrd.  | US-Dollar      | 2015       |
| Bestand an ausländischen Direktinvestitionen | 34.730 Mrd.  | US-Dollar      | 2017       |
| Vermögenswerte                               | 280.289 Mrd. | US-Dollar      | 2017       |

## Begriffsgeschichte
Bernhard Harms gilt als Begründer der Weltwirtschaftslehre. Er definiert 1914: „Weltwirtschaft ist der gesamte Inbegriff der durch hochentwickeltes Verkehrswesen ermöglichten und durch staatliche internationale Verträge sowohl geregelten wie geförderten Beziehungen und deren Wechselwirkungen zwischen den Einzelwirtschaften der Erde.“
Der Begriff „Weltwirtschaftslehre“ ist oft von marxistischen Ökonomen verwendet worden in Abgrenzung zum Begriff „International Economics“ der liberalen Ökonomie.

## Einzelbelege
1. ↑  GDP (official exchange rate) (Memento des Originals vom 5. Januar 2010 im Internet Archive)  Info: Der Archivlink wurde automatisch eingesetzt und noch nicht geprüft. Bitte prüfe Original- und Archivlink gemäß Anleitung und entferne dann diesen Hinweis., CIA The World Fact Book
2. ↑  Eine wesentliche Voraussetzung dafür waren sinkende Transportkosten, die einerseits durch die Industrielle Revolution ermöglicht wurden, andererseits sie vorantrieben.
3. ↑  Osterhammel, Jürgen; Peterson, Niels: Geschichte der Globalisierung, München 2003, S. 61
4. ↑  Vgl. Nolte, Hans-Heinrich: Weltgeschichte des 20. Jahrhunderts, Bonn 2009, S. 228.
5. ↑  Vgl. Nolte, Hans-Heinrich: Weltgeschichte des 20. Jahrhunderts, Bonn 2009, S. 231
6. ↑  „In den 70er-Jahren geriet dieses System in eine Krise, die sich anschaulich an der Einschränkung der Erdölversorgung 1973 festmachen ließ.“ Nolte, Hans-Heinrich: Weltgeschichte des 20. Jahrhunderts, Bonn 2009, S. 233, vgl. auch S. 234.
7. ↑  „zwischen 1970 und 1990 wurden die Weltindustrieproduktion verdoppelt, der Welthandel vervierfacht und die Auslandsinvestitionen versechsfacht“, Nolte, Hans-Heinrich: Weltgeschichte des 20. Jahrhunderts, Bonn 2009, S. 235.
8. ↑  vgl. Nolte, Hans-Heinrich: Weltgeschichte des 20. Jahrhunderts, Bonn 2009, S. 235.
9. ↑  GDP (current US$) | Data. Abgerufen am 8. Juli 2018 (amerikanisches Englisch).
10. ↑  GDP, PPP (current international $) | Data. Abgerufen am 8. Juli 2018 (amerikanisches Englisch).
11. ↑  GDP per capita (current US$) | Data. Abgerufen am 8. Juli 2018 (amerikanisches Englisch).
12. ↑  GDP per capita, PPP (current international $) | Data. Abgerufen am 8. Juli 2018 (amerikanisches Englisch).
13. ↑  The World Factbook — Central Intelligence Agency. Archiviert vom Original (nicht mehr online verfügbar) am 16. November 2016; abgerufen am 7. Juli 2018 (englisch).  Info: Der Archivlink wurde automatisch eingesetzt und noch nicht geprüft. Bitte prüfe Original- und Archivlink gemäß Anleitung und entferne dann diesen Hinweis.
14. ↑  Bernhard Harms: Weltwirtschaftliches Archiv, Bd. 1 (1914), S. 15.
15. ↑  Jozsef Nyilas: Der Begriff Weltwirtschaft und die neue wissenschaftliche Disziplin Weltwirtschaftslehre, Wissenschaftliche Zeitschrift der Humboldt-Universität zu Berlin. Ges.-Sprachw. RXXII (1973) 6, S. 507–511.